# Conotrachelus stellaris
Conotrachelus stellaris – gatunek chrząszcza z rodziny ryjkowcowatych.

## Zasięg występowania
Ameryka Południowa, występuje w Boliwii, Brazylii, Paragwaju oraz w Peru.

## Budowa ciała
Ciało lekko wydłużone. Przednia krawędź pokryw nieznacznie szersza od przedplecza. Przedplecze okrągławe w zarysie w tylnej części, z przodu nieznacznie zwężone. Całe ciało pokryte rzadką, jasną szczecinką.
Ubarwienie ciała ciemnobrązowe.